# Hiwot Gebrekidan
Hiwot Gebrekidan (ur. 11 maja 1995) – etiopska lekkoatletka specjalizująca się w biegach długich.
W 2012 została wicemistrzynią świata juniorów w biegu na 3000 metrów. 
Rekord życiowy: bieg na 3000 metrów – 9:06,22 (12 czerwca 2013, Dakar). 

## Osiągnięcia
| Rok  | Impreza                     | Miejsce   | Konkurencja    | Pozycja    | Wynik   |
| ---- | --------------------------- | --------- | -------------- | ---------- | ------- |
| 2012 | Mistrzostwa świata juniorów | Barcelona | bieg na 3000 m | 2. miejsce | 9:09,27 |